# علي منصور
علي منصور (بالفارسية: علی منصور) (1895 في طهران - 8 ديسمبر 1974 في طهران) هو سياسيٌ إيراني، شغل منصب رئيس رئيس وزراء إيران، كما كان حاكم مقاطعتي خراسان وأذربيجان. وكان أيضًا سفيرًا إيرانيًا في إيطاليا والفاتيكان وتركيا. كان وزيرًا 6 مرات ورئيس الوزراء مرتين، وابنه هو حسن علي منصور.